# Liodiplosis conica
Liodiplosis conica är en tvåvingeart som beskrevs av Gagne, Oda och Monteiro 2001. Liodiplosis conica ingår i släktet Liodiplosis och familjen gallmyggor. Inga underarter finns listade i Catalogue of Life.